# Sandrine François
Vous pouvez aider à l'améliorer ou bien discuter des problèmes sur sa page de discussion.
- Il ne cite pas suffisamment ses sources. Vous pouvez indiquer les passages à sourcer avec {{référence nécessaire}} ou {{Référence souhaitée}}, et inclure les références utiles en les liant aux notes de bas de page. (Marqué depuis avril 2024)
- Certaines informations devraient être mieux reliées aux sources mentionnées dans la bibliographie ou les liens externes. Améliorez sa vérifiabilité en les associant par des références. (Marqué depuis avril 2024)

- Archive Wikiwix
- Bing
- Cairn
- DuckDuckGo
- E. Universalis
- Gallica
- Google
- G. Books
- G. News
- G. Scholar
- Persée
- Qwant
- (zh) Baidu
- (ru) Yandex
- (wd) trouver des œuvres sur Wikidata

Pour les articles homonymes, voir François.
Sandrine François, née en décembre 1980 à Paris, est une chanteuse française. Elle a représenté la France au Concours Eurovision de la chanson 2002.

## Biographie

### Études
Originaire de Paris, Sandrine François a fait des études d'arts plastiques, étudiant le dessin. Elle se passionne aussi pour le chant, tirant ses inspirations de Whitney Houston, Tracy Chapman, Aretha Franklin et Céline Dion.

### Débuts dans la chanson
Sandrine François est repérée en 1999 lors d'un casting à l'American Dream par une équipe de la journaliste et animatrice Mireille Dumas venue pour les besoins d'un reportage. Sandrine est alors invitée à participer au magazine La Vie à l'endroit de Mireille Dumas diffusé en première partie de soirée sur France 2, le 31 mai 1999 (ce numéro a pour sous-titre La Gloire en chansons). Dans cette émission, on retrouve également de nombreux reportages et les témoignages de chanteuses commençant leur carrière : Lââm, Larusso, Ginie Line, des jeunes rappeurs, ainsi que des artistes confirmés tels que Sheila, Patrick Bruel, Patrick Juvet, Julien Clerc, Richard Cocciante, Lara Fabian, l'animateur de télévision Pascal Sevran. Cette apparition permet à Sandrine de se faire connaître et de signer avec une maison de disques. Le producteur et compositeur Erick Benzi, connu pour ses collaborations avec Jean-Jacques Goldman, Céline Dion, Florent Pagny, Anggun), lui signe alors un album aux sonorités pop-rock.

### Participation au Concours Eurovision de la chanson 2002
Malgré sa participation à cette émission et la sortie d'un premier album, Sandrine François reste peu connue du grand public lorsque France 3 la choisit en interne, en mars 2002, pour être la représentante de la France au Concours Eurovision de la chanson 2002 qui a lieu en mai, à Tallinn, en Estonie. On lui propose la ballade Il faut du temps, co-écrite par Patrick Bruel et Marie-Florence Gros, composée par Rick Allison et Patrick Bruel. Cette chanson véhicule un message de paix et un appel à la tolérance. Le clip a été tourné à Casablanca au Maroc.
Le 9 avril, en première partie de soirée sur France 3, elle est l'invitée d'honneur de l'émission En route pour l'Eurovision animée par Dave et Ariane Massenet. Ce show est l'occasion de revoir des moments cultes de l'Eurovision, d'interpréter de nombreuses chansons et de faire mieux connaître au grand public la future représentante de la France à l'Eurovision.
Sandrine chante donc Il faut du temps lors du 47e Concours Eurovision de la chanson à Tallinn le 25 mai 2002. Elle interprète sa chanson intégralement en français mais dans une version différente de celle du clip (retraits de phrases, réarrangements, et durée plus courte pour respecter les trois minutes imposées par le règlement du concours), passant en 17e position sur la scène. Au terme du vote final de tous les pays, elle se classe 5e sur les 24 pays participants après la gagnante Marie N pour la Lettonie, Ira Losco (Malte), les 3e ex æquo Jessica Garlick (Royaume-Uni) et Sahlene (Estonie). Sandrine obtient 104 points (dont 12 points attribués par la Finlande).
En marge du concours, la presse et les medias accrédités lui attribuent le prix de la presse Marcel-Bezençon de la meilleure chanson (prix décerné pour la première fois cette année-là).
En 2002, elle sort l'album Et si le monde comprenant le titre Il faut du temps (qu'elle a interprété au concours Eurovision) ainsi que le single Celui de trop qui connaissent un succès relatif.

### L'après Eurovision
Sandrine François continue sa carrière de chanteuse.
Le 24 mai 2003, lors du vote final du 48e Concours Eurovision de la chanson à Riga en Lettonie, elle est la porte-parole de la France, annonçant depuis Paris les points attribués par le jury français.
Elle interprète les titres Je prie le ciel, La Vie me pardonnera, La Vie facile. Les chansons sont utilisées pour le bande-son de plusieurs épisodes de la série de TF1 Sous le soleil en 2006 et 2007.
En 2007, elle participe aux chœurs de certaines chansons de l'album D'Elles de Céline Dion.

## Discographie

### Albums
- Et si le monde

### Singles
- Il faut du temps (Eurovision 2002)
- Celui de trop

## Récompense
Prix de la presse Marcel-Bezençon pour la meilleure chanson au Concours Eurovision de la chanson 2002.